# Сахле-Дынгыль
Сахле-Дынгыль — император Эфиопии с 1832 до 11 февраля 1855 года (с перерывами), в концe Земане Месафинт («Эры князей»). Сын Гэбрэ-Месая, и, якобы, потомок младшего сына императора Фасиледэса.

## Биография
Фигура Сахле-Дынгыля во многом была чисто номинальной, а реальная власть находилась в руках Ындэрасе (регента), раса Али II (раса Али Малого), члена правящей семьи Оромо из района Еджу. Эдуард Рюппель, который посетил столицу Гондэр в 1833 году, заявил, что в то время император «едва имел доход в среднем обеспеченного жителя Эфиопии, и великие князья Тигре, Шоа и Амхара не могли предотвратить непрерывную борьбу и кровопролития».
Когда рас Али Малый короновал Сахле-Дынгыля, духовенство Азазо не одобрило его религиозные убеждения, и рас Али убрал его. Сахле-Дынгыль был сослан в Зенгай. Рас Али вызвал Гэбрэ-Крыстоса из Митрахи (остров на северо-востоке озера Тана), и восстановил его в качестве императора. Однако Гэбрэ-Крыстос умер через три месяца, и Сахле-Дынгыль встретился с расом Али в деревне под Тагуром, где он убедил раса Али снова сделать его императором (октябрь 1832). Примерно в то же время Эгвале Анбеса объявил о своих притязаниях на трон: Сахле-Дынгыль отрубил ему голову и выставил его на дереве в Адабабе.

## Международные отношения
Хотя Сахле-Дынгыль и не имел власти, он переписывался с официальными лицами за пределами Эфиопии, используя своё звание и печать.
Сохранившиеся письма включают в себя пакет писем к Самуэлю Гобату в апреле 1848 года, который к тому времени стал англиканским епископом Иерусалима, в которых Сахле-Дынгыль просит его о помощи в восстановлении владения монастырём Дар-эс-Султан эфиопской общиной.
Его имя также стоит среди подписавших письмо Антуан Томсон д’Аббади, доставленного виконтом Генри Пальмерстоном 18 мая 1839 года, с просьбой к королеве Виктории потребовать от правителя Египта Мухаммеда Али отозвать войска, которые опустошали Эфиопию и угрожали Гондару.